# ملعب حسني الأشهب
هو أحد ملاعب كرة القدم في فلسطين موجود تحديدا في ضاحية الرام وهي من ضواحي القدس افتتح الملعب عام 2008 بمشاركه جوزيف بلاتر رئيس اتحاد كره القدم (فيفا) وبمشاركه الرئيس محمود عباس ورئيس اتحاد كره القدم الفلسطينية السيد جبريل الرجوب. يتسع الملعب تقريبا ل 7000 مشاهد، ويعتبر أول ملعب دولي بمصادقه الفيفا وكانت أول مباراه يوم افتتاحه جمعت بين منتخب فلسطين ومنتخب الأردن وانتهت بالتعادل 1-1.